# Homorâciu
Homorâciu – wieś w Rumunii, w okręgu Prahova, w gminie Izvoarele. W 2011 roku liczyła 1961 mieszkańców.